# 248993 Jonava
248993 Jonava este un asteroid din centura principală de asteroizi.

## Descriere
248993 Jonava este un asteroid din centura principală de asteroizi. A fost descoperit pe 14 aprilie 2007 la Moletai de Kazimieras Černis și Justas Zdanavičius. Asteroidul prezintă o orbită caracterizată de o semiaxă mare de 2,43 ua, o excentricitate de 0,20 și o înclinație de 11,3° în raport cu ecliptica.